# LEGO Batman: The Videogame
LEGO Batman: The Videogame is een computerspel uit 2008 gemaakt door Traveller's Tales. Het spel is uitgebracht door The LEGO group.

## Overzicht
In het spel gaat Batman samen met Robin de strijd aan met vijanden als de Joker, Harley Quinn, de Scarecrow, Mr. Freeze, Catwoman, Killer Croc en de Penguin in Gotham City.
De personages hebben hun eigen typische wapens (bijvoorbeeld de "Batarang") en hebben ook elk hun eigen "speciale gave". Batman en Robin hebben verschillende pakken, opnieuw elk met hun eigen speciale gave, die tijdens de levels verwisseld kunnen worden.
Er zijn 36 levels (18 "helden" en 18 "boeven") en een aantal bonuslevels.
Zodra je een van de heldenlevels hebt gespeeld open je zijn "spiegel" in de boevenlevel-reeks.
De stijl van de game is gebaseerd op de originele Batman televisieserie en de strips van DC Comics .
Het spel is eind september 2008 in Europa uitgekomen.

## Personages
- Batman (personage)
- Robin (Batman)
- Batgirl
- Commisioner Gordon (James Gordon)
- Nightwing
- Bruce Wayne
- Joker (Batman)
- Harley Quinn
- Penguin (Batman)
- Scarecrow (Batman)
- Killer Croc
- Catwoman
- Riddler
- Two-Face
- Mr. Freeze (DC Comics)
- Bane (DC)
- Clayface
- Poison Ivy (Batman)
- Mad Hatter (DC)
- Killer Moth
- Man-Bat
- Hush
- Ra's al Ghul

## Platforms
| Jaar | Platform                                                               |
| ---- | ---------------------------------------------------------------------- |
| 2008 | Nintendo DS, PSP, PlayStation 2, PlayStation 3, Wii, Windows, Xbox 360 |
| 2009 | Macintosh                                                              |